# Grupo de Exércitos Centro

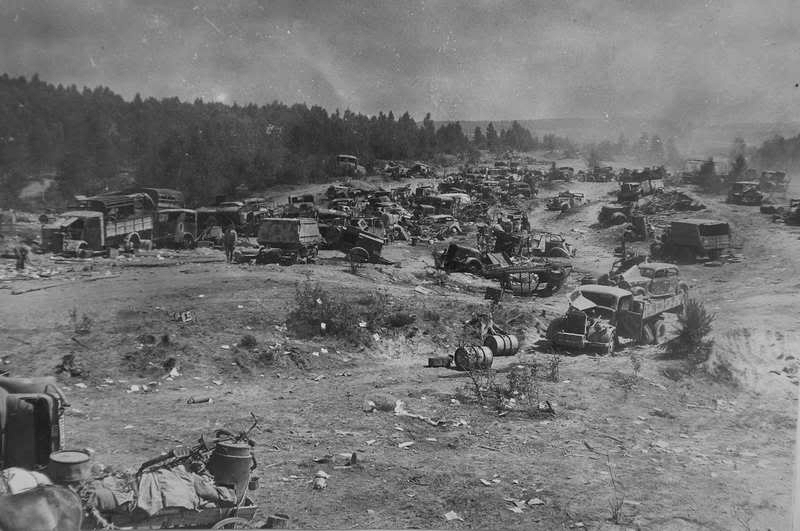
Equipamentos abandonados e destruídos do 9º Exército do Grupo de Exércitos Centro, derrotados durante a Operação Bagration

Heeresgruppe Mitte foi um Grupo de exércitos da Wehrmacht, da Alemanha durante a Segunda Guerra Mundial que lutou primordialmente na Frente Oriental. Foi um dos três exércitos reunidos pelos alemães para a Operação Barbarossa, em 1941.

## Comandantes
| Comandante                              | Data                                             |
| --------------------------------------- | ------------------------------------------------ |
| Generalfeldmarschall Fedor von Bock     | (1 de Abril de 1941 - 19 de Dezembro de 1941)    |
| Generalfeldmarschall Günther von Kluge  | (19 de Dezembro de 1941 - 28 de Outubro de 1943) |
| Generalfeldmarschall Ernst Busch        | (28 de Outubro de 1943 - 27 de Junho de 1944)    |
| Generalfeldmarschall Walter Model       | (27 de Junho de 1944 - 17 de Agosto de 1944)     |
| Generaloberst Georg-Hans Reinhardt      | (17 de Agosto de 1944 - 25 de Janeiro de 1945)   |
| Generalfeldmarschall Ferdinand Schörner | (26 de Janeiro de 1945 - 8 de Maio de 1945)      |

## Ordem de Batalha
| Data               | Exércitos                                                                                      |
| ------------------ | ---------------------------------------------------------------------------------------------- |
| 1941               |                                                                                                |
| Junho de 1941      | 9º Exército, 9º Exército                                                                       |
| Julho de 1941      | Panzergruppe 3, 9º Exército, 4º Exército, Panzergruppe 2, z. Vfg. 9º Exército                  |
| Agosto de 1941     | Panzergruppe 3, 9º Exército, 2º Exército, Armeegruppe Guderian                                 |
| Setembro de 1941   | Panzergruppe 3, 9º Exército, 4º Exército, Panzergruppe 2, 2º Exército                          |
| Outubro de 1941    | 9. Armee, 4º Exército, 2º Exército Panzer, 2º Exército                                         |
| Novembro de 1941   | 9º Exército, Panzergruppe 3, 4º Exército, 2º Exército Panzer, 2º Exército                      |
| 1942               |                                                                                                |
| Janeiro de 1942    | 9. Armee, 3º Exército Panzer, 4º Exército Panzer, 4º Exército, 2º Exército Panzer, 2º Exército |
| Fevereiro de 1942  | 3º Exército, 9º Exército, 4º Exército Panzer, 4º Exército, 2º Exército Panzer                  |
| Maio de 1942       | 9º Exército, 3º Exército Panzer, 4º Exército, 2º Exército Panzer                               |
| 1943               |                                                                                                |
| Janeiro de 1943    | LIX Corpo de Exército, 9º Exército, 3º Exército Panzer, 4º Exército, 2º Exército Panzer        |
| Fevereiro de 1943  | 3º Exército Panzer, 9º Exército, 4º Exército, 2º Exército Panzer                               |
| Março de 1943      | 3º Exército Panzer, 9º Exército, 4º Exército, 2º Exército Panzer, 2º Exército                  |
| Abril de 1943      | 3º Exército Panzer, 4º Exército, 2º Exército Panzer, 2º Exército, z.Vfg. 9º Exército           |
| Julho de 1943      | 3. Panzerarmee, 4º Exército, 2º Exército Panzer, 9º Exército, 2º Exército                      |
| Setembro de 1943   | 3. Panzerarmee, 4º Exército, 9º Exército, 2º Exército                                          |
| Novembro de 1943   | 3. Panzerarmee, 4º Exército, 9º Exército, 2º Exército, Wehrmachtsbefehlshaber Ostland          |
| 1944               |                                                                                                |
| Janeiro de 1944    | 3. Panzerarmee, 4º Exército, 9º Exército, 2º Exército                                          |
| Julho de 1944      | 3. Panzerarmee, 4º Exército, 2º Exército, z.Vfg. 9º Exército                                   |
| Agosto de 1944     | 3. Panzerarmee, 4º Exército, 2º Exército, IV. SS-Panzerkorps                                   |
| 1945               |                                                                                                |
| Janeiro de 1945    | 3. Panzerarmee, 4º Exército, 2º Exército                                                       |
| Fevereiro de 1945* | 4º Exército Panzer, 17º Exército, 1º Exército Panzer                                           |
| Maio 1945          | 7º Exército, 4º Exército Panzer, 17º Exército, 1º Exército Panzer                              |

## Membros notáveis
- Philipp von Bismarck (Ativo na resistência contra Hitler)
- Eberhard von Breitenbuch (Ativo na resistência contra Hitler)
- Rudolf-Christoph Freiherr von Gersdorff (Ativo na resistência contra Hitler, foi um dos que descobriram em 1943 as covas em massa do massacre cometido por Soviéticos contra oficiais poloneses na Floresta de Katyn; na Bundeswehr, o quartel General major-Freiherr-von-Gersdorff-Kaserne em Euskirchen foi nomeado em sua honra em 1981)
- Günther von Kluge (Ativo na resistência contra Hitler e tomou cianureto após a falha do golpe de 20 de Julho)
- Walter Model (Recebedor da Cruz de Cavaleiro da Cruz de Ferro com Folhas de Carvalho, Espadas e Diamantes)
- Hans-Ulrich von Oertzen (Ativo na resistência contra Hitler e cometeu suicídio após a falha o Golpe de 20 de Julho)
- Ferdinand Schörner (Recebedor da Cruz de Cavaleiro da Cruz de Ferro com Folhas de Carvalho, Espadas e Diamantes)
- Georg Schulze-Büttger (Ativo na resistência contra Hitler e executado após a falha do golpe de 20 de Julho)
- Hans-Alexander von Voss (Ativo na resistência contra Hitler e executado após a falha do golpe de 20 de Julho)
- Paul Graf Yorck von Wartenburg (Ativo na resistência contra Hitler e executado após a falha do golpe de 20 de Julho)
- Henning von Tresckow (Ativo na resistência contra Hitler e cometeu suicídio após a falha o Golpe de 20 de Julho, um quartel da Bundeswehr Henning-von-Tresckow-Kaserne em Oldenburg foi nomeado em sua honra em 1961 e Henning-von-Tresckow-Kaserne em Geltow em 1992)